# Piney Mountain
Crozet – jednostka osadnicza w Stanach Zjednoczonych, w stanie Wirginia, w hrabstwie Albemarle.